# Джънгъл
Джънгъл е поджанр на и ди ем, който се развива от британската рейв сцена през 90 -те години. Произлизайки от брейкбийт хардкор, стилът се характеризира с бързи брейкбийтове, силно синхронизирани перкусии, семпли и синтезирани ефекти, съчетани с дълбоките бас линии, мелодии и вокални семпли, открити в дъб, реге и денс хал, както и хип-хоп и фънк. Много продуценти често използват т.нар „Amen break“ или други брейкбийтове от фънк и джаз записи.  Джънгъла е пряк предшественик на жанра дръм енд бейс, който се появява в средата на 90-те години.  